# 伊野田繁
伊野田 繁（いのだ しげる、1955年 - 2008年）は、日本のアマチュア天文家。
栃木県那須塩原市で眼科医を営むかたわら、烏山天文台(IAU天文台コード889)で多くの小惑星を発見した。小惑星センターのデータベースによれば発見数は合計17個にのぼり、このうち (3394) 番野が単独発見で、16個は浦田武との共同発見である。
小惑星 (5484) 伊野田は、彼に因んで命名された。